# Hesperophantia ricanioides
Hesperophantia ricanioides är en insektsart som först beskrevs av Maximilian Spinola 1839.  Hesperophantia ricanioides ingår i släktet Hesperophantia och familjen Flatidae. Inga underarter finns listade i Catalogue of Life.